# Муруптуматари
Муруптуматари (также Муруптума-Тари, Муруктуматари) — река в России, протекает по территории Таймырского Долгано-Ненецкого района Красноярского края. Левый приток Малахайтари.  Длина реки составляет 217 км. Площадь водосборного бассейна — 3540 км².
Исток находится в горах Бырранга в восточной части полуострова Таймыр, к востоку от верховий реки Вездеходной, на высоте более 550 м над уровнем моря. В верховьях и в среднем течении течёт преимущественно на юго-запад, вначале по горной, затем по арктической тундре. Для реки характерны многочисленные шиверы, перекаты и осерёдки. Берега часто заболочены. В низовьях реки большое количество некрупных озёр. Впадает в реку Малахайтари по левому берегу в 14 км от её устья. В нижнем течении ширина реки достигает 58 м при глубине 1,1 м, скорость течения — 0,8 м/с. Постоянные поселения на реке отсутствуют.

## Основные притоки
Указаны поименованные притоки длиной 30 км и более
| Название         | Расстояние от устья | Длина | Положение |
| ---------------- | ------------------- | ----- | --------- |
| Хутудаяму        | 40                  | 96    | левый     |
| Река Андрея      | 50                  | 66    | правый    |
| Река Картографов | 67                  | 55    | левый     |

## Данные водного реестра
По данным государственного водного реестра России и геоинформационной системы водохозяйственного районирования территории РФ, подготовленной Федеральным агентством водных ресурсов:
- Бассейновый округ — Енисейский
- Речной бассейн — Нижняя Таймыра
- Речной подбассейн — нет
- Водохозяйственный участок — Нижняя Таймыра (включая озеро Таймыр) и другие реки бассейна Карского моря от западной границы бассейна реки Каменная до мыса Прончищева
- Код водного объекта — 17030000112116100140775